# Sweet Springs
Sweet Springs är en ort (city) i Saline County i delstaten Missouri i USA. Orten hade 1 316 invånare, på en yta av 4,35 km² (2020). Sweet Springs hette inledningsvis Brownsville vid ortens grundande 1838. Senare ändrades namnet till Sweet Springs.